# ایرینا نتربا
ایرینا نتربا (به اوکراینی: Ірина Нетреба؛ متولد ۱ ژانویهٔ ۱۹۹۴) کشتی‌گیر آزادکار اوکراینی الاصل کشور آذربایجان است.
از افتخارات وی می‌توان به کسب مدال برنز وزن ۶۵ کیلوگرم در مسابقات قهرمانی کشتی جهان ۲۰۱۸ اشاره کرد.